# Antal János (gépészmérnök)
Antal János (Csépa, 1926. augusztus 22. – Budapest, 1988. január 29.) magyar egyetemi tanár, a Fizikai Intézet igazgató-helyettese, a Nemzetközi Vákuumtechnikai Unió (IUVSTA) Magyar Nemzeti Bizottságának elnöke, az IUVSTA elnöke, majd alelnöke. Magyar fizikus, gépészmérnök, egyetemi tanár. A fizikai tudományok kandidátusa (1973). Az Eötvös Loránd Fizikai Társulat tagja volt.

## Életpályája
1944-ben érettségizett az esztergomi bencés gimnáziumban. 1948–1949 között a József Nádor Műszaki és Gazdaságtudományi Egyetem és a Budapesti Műszaki és Gazdaságtudományi Egyetem Atomfizikai Tanszék gyakornoka volt. 1949-ben diplomázott a József Nádor Műszaki és Gazdaságtudományi Egyetem gépészmérnöki szakán. 1950–1953 között az Optikai és Finommechanikai Központ Kutatólaboratóriumának tudományos segédmunkatársa volt. 1953–1955 között a Híradástechnikai Kutató Intézet Vákuumtechnikai Laboratóriumának tudományos munkatársa és osztályvezetője volt. 1955–1957 között a Budapesti Műszaki és Gazdaságtudományi Egyetem Fizikai Tanszék tudományos munkatársa, 1957–1963 között osztályvezetője, 1963–1977 között egyetemi docense, 1977–1988 között egyetemi tanára volt. 1964-ben doktorált a Budapesti Műszaki és Gazdaságtudományi Egyetem Villamosmérnöki Karán fizikából. 1966-ban elvégezte a Marxizmus-Leninizmus Esti Egyetemet. 1971-től a mátrafüredi Nemzetközi Vákuumfizikai Iskola előadója is volt. 1980–1983 között a Nemzetközi Vákuumfizikai Unió (IUVSTA) Magyar Nemzeti Bizottságának elnöke volt. 1983–1988 között az IUVSTA elnöke volt. 1986–1988 között a Fizika Intézet igazgató-helyetteseként tevékenykedett.

### Munkássága
Vákuumfizikával, kvantum- és szilárdtest-fizikai kutatásokkal, az atom statisztikus elméletével, majd az ún. egyvegyértékű szilárdtestek rugalmas állandóinak elméleti meghatározásával foglalkozott. A magyarországi vákuumfizikai és vékonyréteg-technológiai kutatások úttörőjeként tudományszervezői tevékenysége is fontos, nemzetközi vákuumfizikai iskolát szervezett.

## Családja
Szülei: Antal János tanító és Kanyó Eszter. 1958-ban házasságot kötött Rális Hedviggel. Két lányuk született: Hedvig (1959) és Flóra (1963). Testvére: Antal Éva, gyógypedagógiai tanár.
Temetésére a Farkasréti temetőben került sor.

## Művei
- Bevezetés a tranzisztortechnikába (egyetemi jegyzet; Budapest, 1954)
- Vákuumtechnikai mérőműszerek és védelmi berendezések (Budapest, 1954; 2. kiadás: 1955)
- Igen kis nyomások mérése (Budapest, 1955)
- A K és Ag elasztikus jellemzőinek elméleti vizsgálata (Egyetemi doktori értekezés; Budapest, 1963)
- Fizika. I.-II. (egyetemi jegyzet; Budapest, 1964-1967)
- Az elektromos ingerlés hatása a hólyag különböző részein (1968)
- Egyvegyértékű fémek rugalmas állandói (Kandidátusi értekezés; Budapest, 1973)
- Kvantummechanika (Egyetemi tankönyv; Kónya Alberttal; Budapest, 1976)
- Szilárdtestfizika. I.-II. (Egyetemi tankönyv; Giber Jánossal, Kónya Alberttal; Budapest, 1976–1977)
- Kísérleti és elméleti vizsgálatok a szilárdtestfelület–gázion ütközések szekunderion-spektrumának kvantitatív értelmezése területén. (A szilárdtestkutatás újabb eredményei. 3. Budapest, 1977)
- Vákuumfizikai kutatások (szerk.esztette; Budapest, 1978)
- Fizikai kézikönyv műszakiaknak. I.II. (Budapest, 1980)

## Díjai
- MTESZ-díj (1985)[4]